# Niedrige Teufelskralle
Die Niedrige Teufelskralle (Phyteuma humile), auch Niedrige Rapunzel genannt, ist eine Pflanzenart aus der Gattung der Teufelskrallen (Phyteuma) innerhalb der Familie Glockenblumengewächse (Campanulaceae).

## Beschreibung

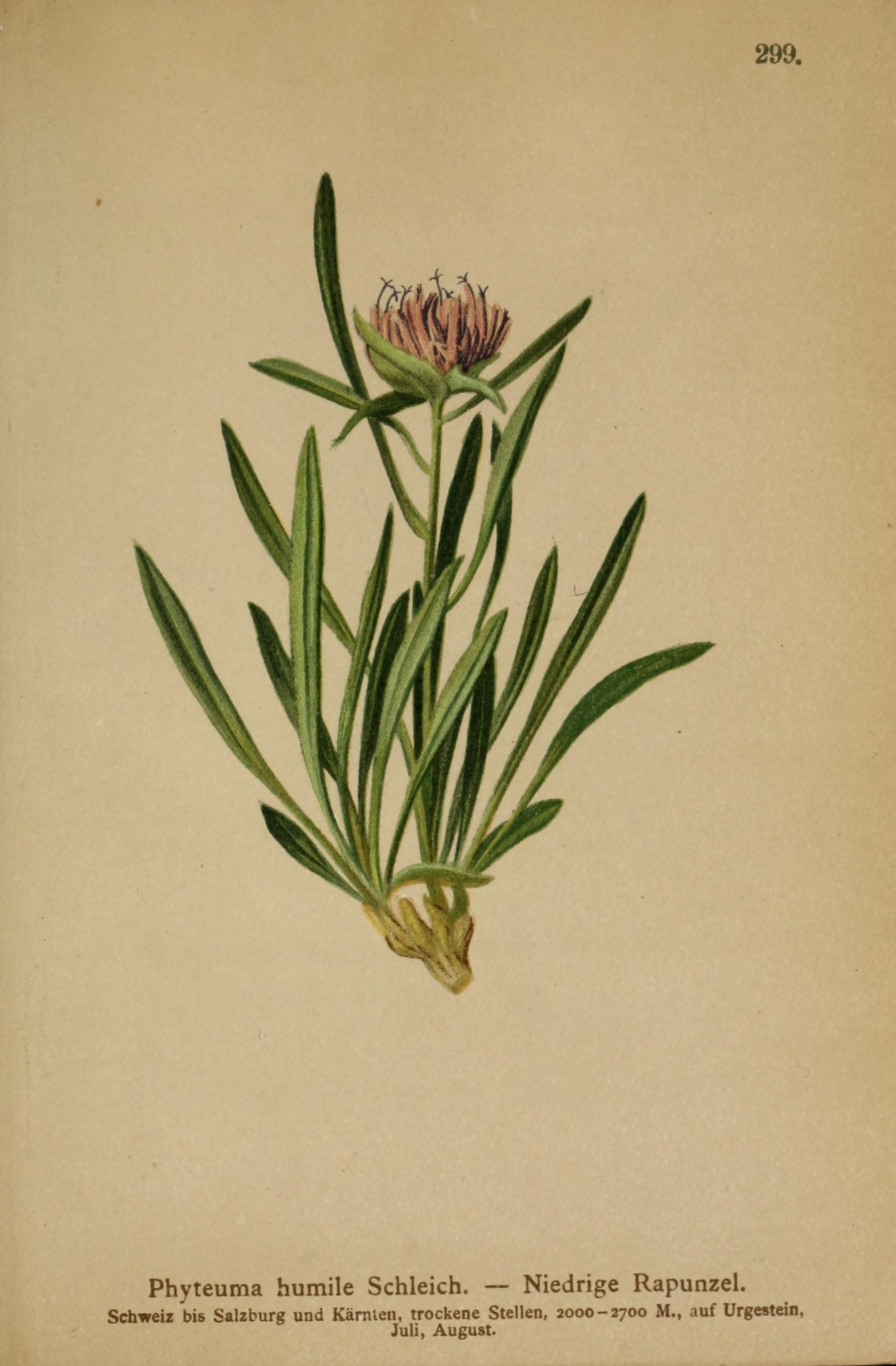
Illustration aus Atlas der Alpenflora, Tafel 299

### Vegetative Merkmale
Die Niedrige Teufelskralle ist eine ausdauernde, krautige Pflanze, die 3 bis 12 Zentimeter hoch wird. Ihre grundständigen Blätter sind linealisch, nach oben etwas verbreitert bis schmal zungenförmig. Sie sind ganzrandig und 2 bis 4 Millimeter breit. Sie haben am Grund feine, abwärts gebogene Wimpern. Die oberen Stängelblätter haben fast immer einzelne kleine, scharfe Zähne.

### Generative Merkmale
Der Blütenstand hat einen Durchmesser von 15 bis 30 Millimetern. Die Hüllblätter sind aus ihrer eiförmigen, 3 bis 6 Millimeter breiten Basis heraus lang zugespitzt und oft länger als der köpfchenförmige Blütenstand.
```
Sie besitzen am Grund scharfe Zähne.
[
1
]
 Die dunkel-blauviolette Blütenkrone ist 10 bis 15 Millimeter lang.
```

Die Chromosomenzahl beträgt 2n = 28.

## Vorkommen
Die Niedrige Teufelskralle kommt in den Pennischen West-Alpen vom südöstlichen Frankreich über die Schweiz (Kanton Wallis) bis Norditalien vor. Sie gedeiht auf steinig-felsigen Silikatmagerrasen in Höhenlagen von 1800 bis über 2600 Metern vor. Sie findet ihr Optimum in Gesellschaften des Unterverbands Androsacenion vandellii. Die ökologischen Zeigerwerte nach Landolt et al. 2010 sind in der Schweiz: Feuchtezahl F = 2 (mäßig trocken), Lichtzahl L = 5 (sehr hell), Reaktionszahl R = 2 (sauer), Temperaturzahl T = 1 (alpin und nival), Nährstoffzahl N = 2 (nährstoffarm), Kontinentalitätszahl K = 4 (subkontinental). In der Schweiz kommt die Art nur im Kanton Wallis in den Vispertälern vor.

## Taxonomie
Die Erstbeschreibung von Phyteuma humile erfolgte 1810 durch Jean Gaudin in Le Guide du Botaniste qui voyage dans le Valais: avec un catalogue des plantes de ce pays et de ses environs, auquel on a joint les lieux de naissance et l'époque de la fleuraison pour chaque espèce. Lausanne, S. 84. Gaudin hatte den Namen von Johann Christoph Schleicher übernommen. Synonyme für Phyteuma humile Schleich. ex Gaudin sind:  Phyteuma carestiae Biroli, Phyteuma humile var. humillimum A.DC., Phyteuma linearifolium Biroli ex Colla.

## Nutzung
Die Niedrige Teufelskralle wird selten als Zierpflanze für Steingärten genutzt.